# Hokota
Hokota (Japans: 鉾田市, Hokota-shi) is een stad aan de Grote Oceaan in de prefectuur Ibaraki op het eiland Honshu in Japan. De stad heeft een oppervlakte van 203,90 km² en medio 2008 bijna 51.000 inwoners.

## Geschiedenis
Op 11 oktober 2005 werd Hokota gepromoveerd van een gemeente naar een stad (shi) na samenvoeging met de dorpen Asahi (旭村, Asahi-mura) en Taiyo (大洋村, Taiyō-mura).

## Verkeer
Hokota ligt aan de Ōarai-Kashima-lijn van de Kashima Kustspoorwegen (鹿島臨海鉄道, Kashima Rinkai Tetsudō).
Hokota ligt aan de autowegen 51, 124 en 354.

## Geboren in Hokota
- Sayaka Isoyama (磯山さやか, Isoyama Sayaka), fotomodel/actrice

## Aangrenzende steden
- Kashima
- Namegata
- Omitama